# 66250 Giovanardi
66250 Giovanardi è un asteroide della fascia principale. Scoperto nel 1999, presenta un'orbita caratterizzata da un semiasse maggiore pari a 2,601654 UA e da un'eccentricità di 0,127935, inclinata di 12,151956° rispetto all'eclittica.